# Far North Queensland

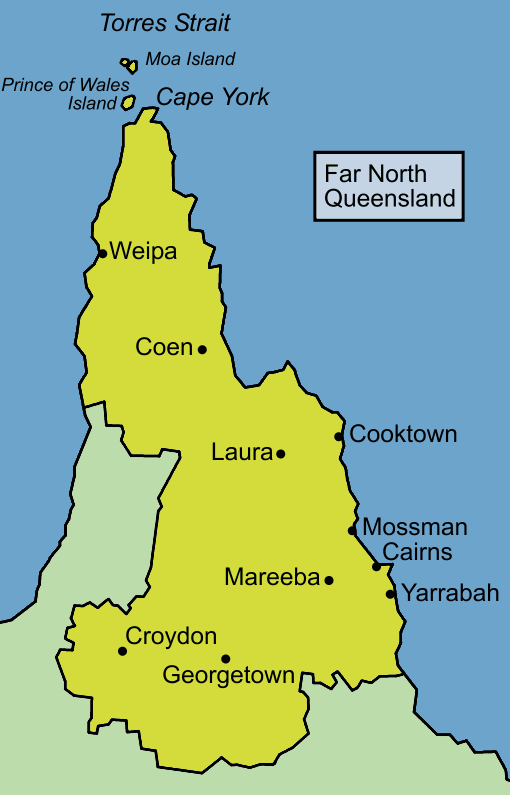
Kaart van Far North Queensland

Far North Queensland (of FNQ) is het meest noordelijke deel van de Australische staat Queensland. De grootste bevolkingsgroep uit de regio komt uit Cairns. Andere grote bevolkingscentra zijn gevestigd in Cooktown, Atherton Tableland, Weipa en de Straat Torres. In deze regio leven ook veel Aboriginals en landbouwgroepen. Volgens het Australische bureau voor statistiek woonden er in 2003 in deze regio 231.494 mensen.
Lokale overheidsgebieden zijn:
- Shire of Etheridge - 715